# Marta Aleida Díaz Dumas
Dra. Prof. Marta Aleida Díaz Dumas (1950) es una botánica, y destacada orquideóloga cubana. Es catedrática de Botánica General y Fitografía de la Universidad de Cuba. Ha realizado expediciones botánicas por la isla.
Desarrolla actividades académicas en el Jardín botánico Nacional de Cuba, en La Habana.

## Algunas publicaciones
- marta a. Díaz Dumas. 2000. Orquídeas cubanas: pasado, presente y futuro. En: Revista del Jardín Botánico Nacional (La Habana) 21 ( 2 ): 163-166
- --------------------------. 1998. Orquídeas cubanas : análisis del estado actual de su revisión. En: Revista del Jardín Botánico Nacional (La Habana) 19 : 49-51
- --------------------------, rosa Rankin Rodríguez. 1998. Modificaciones anatómicas en plantas que crecen sobre suelos de serpentina. En: Revista del Jardín Botánico Nacional (La Habana) 19 : 61-65
- --------------------------. 1991. Listado preliminar de Nyctagináceas cubanas. En: Revista del Jardín Botánico Nacional (La Habana) 12 : 23-25
- --------------------------. 1991. Una nueva especie de Neea, Nyctaginaceae, de Cuba : Neea cubana. En: Revista del Jardín Botánico Nacional (La Habana) 12 : 21-22
- --------------------------. 1977. Revisión de los géneros antillanos Broughtonia R. Brown, Cattleyopsis Lemaire y Laeliopsis Lindley, Orchidaceae. En: Revista del Jardín Botánico Nacional (La Habana) 17-18 : 9-16
- --------------------------. 1977. Análisis fenológico de las especies del género antillano Broughtonia R.Brown, Orchidaceae. En: Revista del Jardín Botánico Nacional (La Habana) 17-18 : 85-86

## Libros
- 1996. Las orquídeas de Cuba. Ed. Científico-Técnica. 46 pp.
- 1997. Cuban Orchids. Ed. José Martí
- 1988. Las orquídeas nativas de Cuba. Ed. Científico-Técnica. 63 pp.

## Eponimia
- (Orchidaceae) Acronia diazii Luer & Endara[4]